# Tommy Mooney
Tommy Mooney (Middlesbrough, Inglaterra, 11 de agosto de 1971) es un ex-futbolista inglés. Debutó en el club de fútbol Aston Villa en el año 1989 y juega de delantero.
- Datos: Q10543